# 祇園精舎
祇園精舎（ぎおんしょうじゃ、Jetavana-vihāra）、正式名：祇樹給孤独園精舎（ぎじゅぎっこどくおんしょうじゃ、梵語: jetavane ’nāthapiṇḍadasya-ārāme）は、インドのコーサラ国首都シュラーヴァスティー（舎衛城）城壁南端から西南約500mの位置にあった精舎（vihāra）である。
釈迦が説法を行った場所であり、天竺五精舎（釈迦在世にあった5つの寺院）の1つである 。釈迦の大口支援者であったスダッタ（アナータピンディカ）によって、釈迦に寄贈された。そのためアナータピンディカ園とも呼ばれた。
現在はウッタル・プラデーシュ州シュラーヴァスティー県のサヘート・マヘート遺跡の一つを構成する。祇園精舎の一帯1.65 km2は歴史公園に指定され、インドAMASR法で定める重要歴史文化財である。
公園内には釈迦が説法を行った場所とされる香堂（ガンダクティ Gandhakuti、釈迦が寝食を行っていたとされる場所）やストゥーパなどが残されている。また園内には、仏教において二番目に尊いとされる菩提樹、「阿難菩提樹」がある。北インドの仏教徒にとって、祇園精舎は聖地の1つとして重要な位置を占めているが、その中でもガンダクティが最も重要とされる。

## ジェータの寄付
梵語名は、「ジェータ太子の森（林）」 (祇陀林, Jetavana) と「身寄りのない者に施しをする」 Anāthapiṇḍada) を連記した名であり、以下の由来による。
コーサラ国のシュラーヴァスティーに、スダッタ（Sudatta 須達多）という富豪がいた。身寄りのない者を憐れんで食事を給していたため、人々から「給孤独者」あるいは「給孤独長者」 (アナータピンディカ Anāthapiṇḍada) と呼ばれていた。
ある日、スダッタは、釈迦の説法を聞いてこれに帰依し、彼に説法のための寺院（精舎）を寄付しようと思い立った。以前の仏教教団は一年中歩きまわって布教・托鉢などの修行（遊行）を行っていたが、雨季での遊行は虫や植物などを多く踏みつけて殺生してしまうため、雨季だけは建物内で修行するようになっていた（安居）が、教団にふさわしい施設を欠いていたからである。

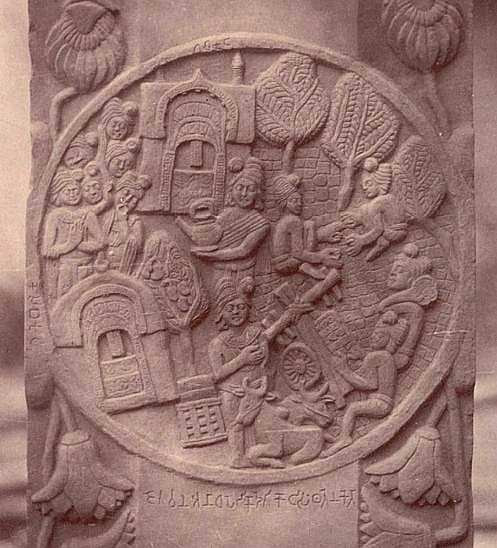
祇園精舎を金貨で埋めつくすスダッタ

そして見つかった土地が、ジェータ（jetṛ、祇陀）太子の所有する園林（vana) であった。その土地の譲渡を望むスダッタに対して、ジェータ太子が「必要な土地の表面を金貨で敷き詰めたら譲ってやろう」と戯れで言った。しかし、スダッタが本当に金貨を敷き詰め始めたため、ジェータ太子は驚いて、それは戯れであると言う。スダッタは「太子は妄言すべきではない」と言い、作業を続け始めた。結果、スダッタは土地を、太子は樹木を寄付し、その地に精舎が建築された。一方で増谷によれば、スダッタが土地の取引を求めた際ジェータ太子がそれを強く拒否したため、スダッタは大臣に仲裁を求めたが、その結果「（黄金を敷き詰めるという言葉によって）太子が既に土地の価格を定めたので土地は売却されなければならない」との裁定が下り、スダッタは土地に黄金を敷き詰めて買収したという。
そのため、この僧園はジェータ太子と給孤独者スダッタ両者の名を冠して祇樹給孤独園と呼ばれ、そこに建てられた精舎を「ジェータ太子の森（漢訳で「祇陀樹」、略して「祇樹」）、身寄りのない者に施しをする長者（漢訳で「給孤独長者」、略して「給孤独」）の園林（園）にある精舎」と呼び、漢訳では「祇樹給孤独園精舎」、略して「祇園精舎」と称するようになった。
鳩摩羅什などが漢語に訳した表記が「祇樹給孤独園」であるが、玄奘三蔵の訳では「誓多林給孤独園」となっており原語により近い表記となっているが、あまり広まらなかった。

## 訪問者
- 法顕（5世紀）- 仏国記では「出城南門千二百步，道西，長者須達起精舍。精舍東向開門，門戶兩厢有二石柱，左柱上作輪形，右柱上作牛形。池流清淨，林木尚茂，衆華異色，蔚然可觀，即所謂祇洹精舍也」と記された[3]。
- 玄奘（7世紀） - 大唐西域記六巻では「城南五六里ニシテ逝多林有リ。是レ給孤獨園ナリ。勝軍王ノ大臣善施、佛ノ為ニ精舍ヲ建ツ。昔伽藍タリシモ、今已ニ荒廢為リ」と記され、訪れた時には荒廃していたという[3][2]。

## 日本での受容

### 徳川家伝来「祇園精舎図」
江戸幕府三代将軍・徳川家光は、長崎のオランダ語の通訳・島野兼了（嶋野兼了）に仏教の聖地「祇園精舎」の視察を命じている。その頃、カンボジアのプノンペンの日本人町の人達は、アンコール・ワットが祇園精舎であると誤認していた為、その誤った情報が日本にも伝えられ、大勢の日本人が祇園精舎の参詣としてアンコール・ワットへ出かけていた。
島野兼了もその誤った情報により、そこが天竺（インド）の「祇園精舎」であると思い込んだままアンコール・ワットを視察し、一枚の「見取図」を作成した。また、一説には森本一房が作成したとも考えられている。それが当時の長崎奉行・藤原忠義によって正徳5年 (1715年) に模写され、その後所有者の変遷はあったものの『祇園精舎図』と題された古地図は、今も徳川ミュージアム（茨城県水戸市）に保存されている。明治末期になって、建築史学者の伊東忠太がこの見取図を鑑定した結果、全体構造から推してアンコール・ワットの見取図であることが判明した。

### 平家物語
| 「 | 祇園精舎の鐘の聲、諸行無常の響あり。沙羅雙樹の花の色、盛者必衰の理をあらはす。驕れる人も久しからず、唯春の夜の夢の如し。猛き者もつひには滅びぬ、偏に風の前の塵に同じ。 | 」 |

と、『平家物語』の冒頭に詠われているところから、特に日本ではよく知られている。
この記述は『往生要集』を下敷きにしており、ここで言う鐘とは、澄んだ音をたてる水晶ないしガラス製の鐘を指す（梵鐘の項も参照）。実際の祇園精舎に梵鐘は無かったが、1981年に日本の「日本国祇園精舎の鐘の会」が梵鐘と鐘楼を寄贈した。なお、梵鐘は中国起源で日本に伝わったもので、元来インドには無かったものである。

### 牛頭天王との関係
出自不明の習合神「牛頭天王」は、祇園精舎の守護神とされる。そのため、牛頭天王は別名「祇園天神」と呼ばれ、祇園天神を祀る神社を祇園神社という。八坂神社、天王神社など別の名称の祇園信仰の神社も、「祇園神社」や「祇園様」と呼ばれる。八坂神社の祭礼を祇園祭という。総本社の京都八坂神社の門前町「祇園」は、花街として有名である。

## ギャラリー

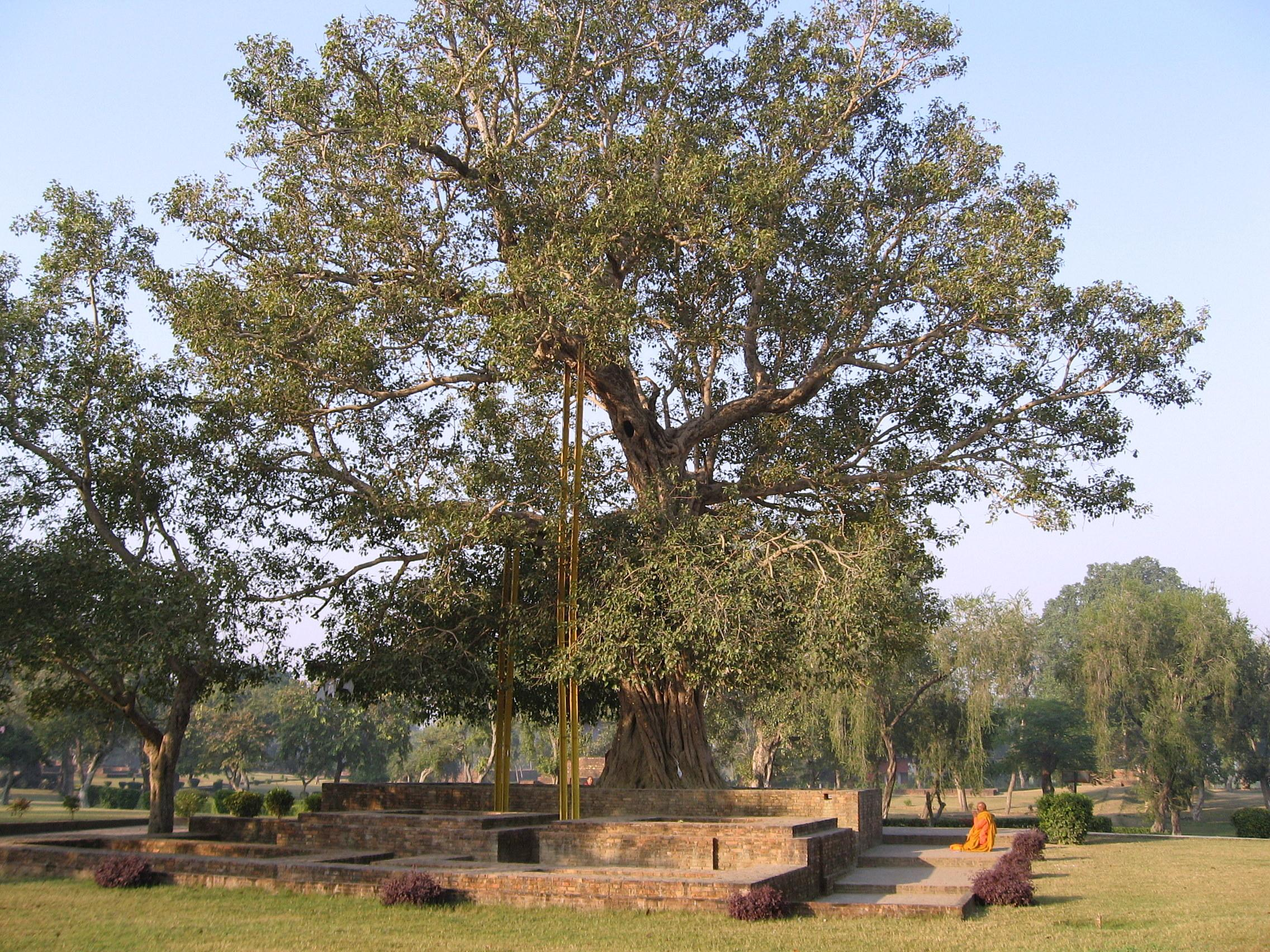
阿難菩提樹 (2006年11月)。釈迦が阿難のために祈ったとされる。
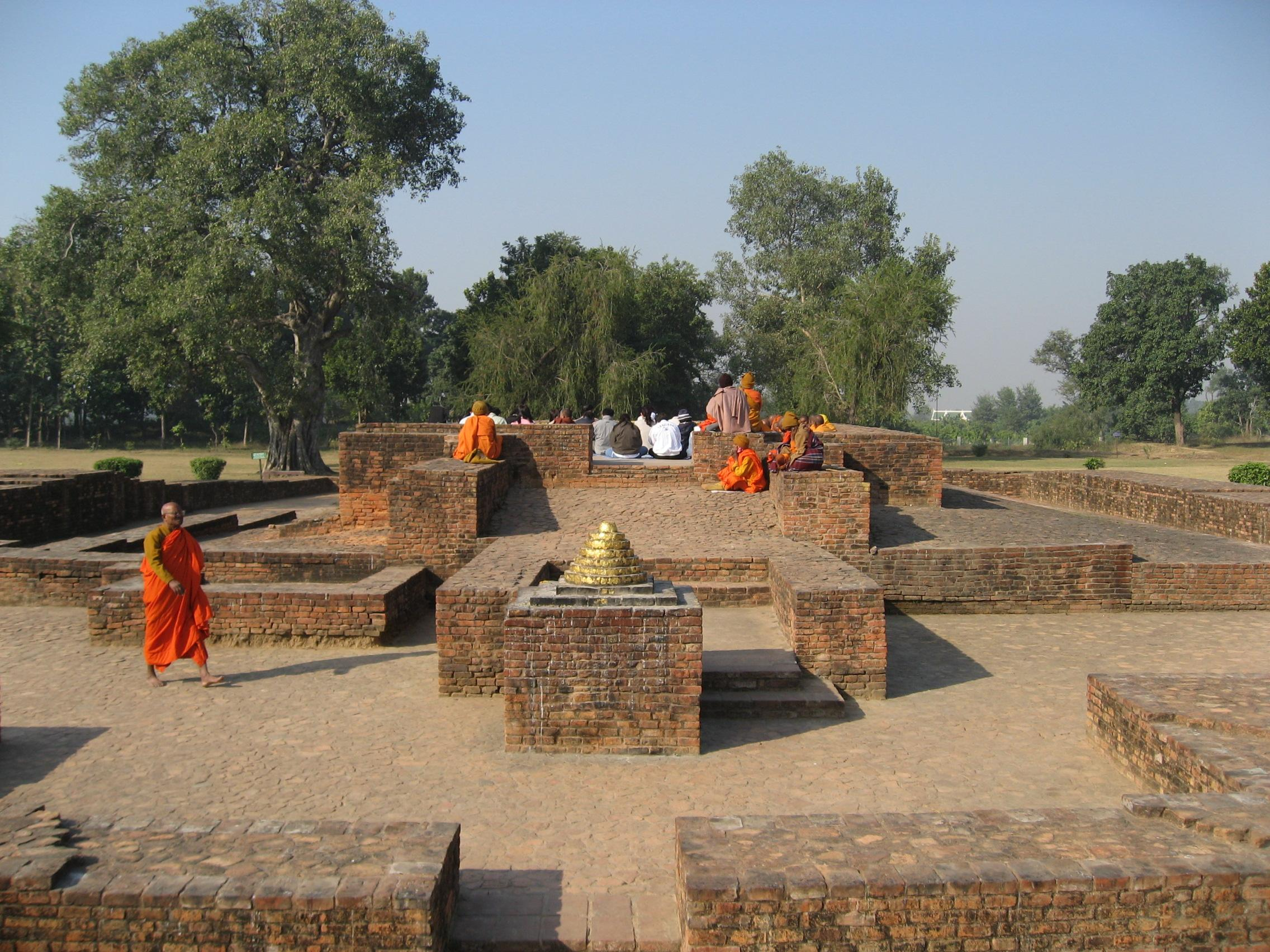
香堂 (2006年12月)。
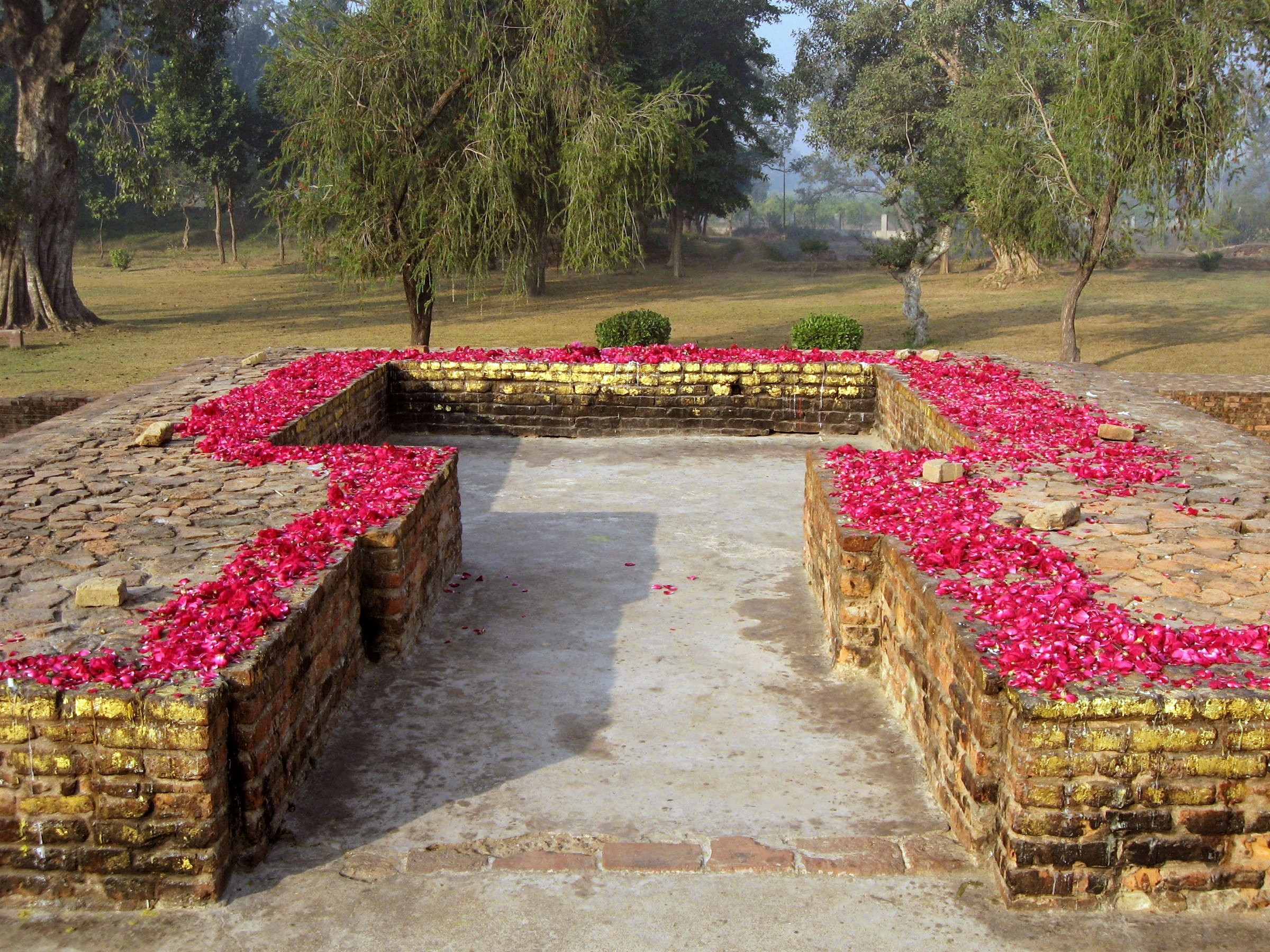
釈迦が説法を行ったとされる場所 (2006年12月)。
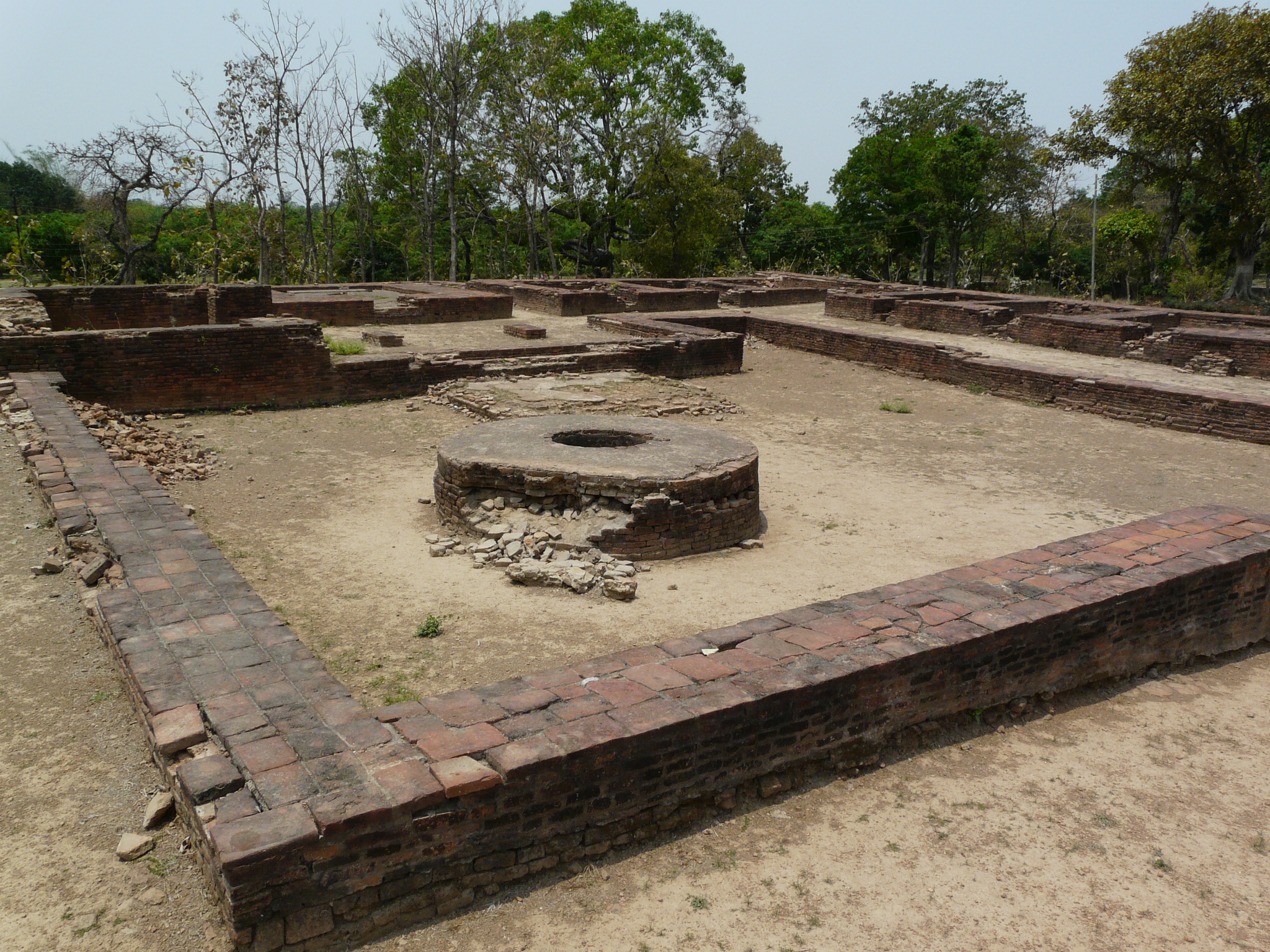
祇園精舎の様子。
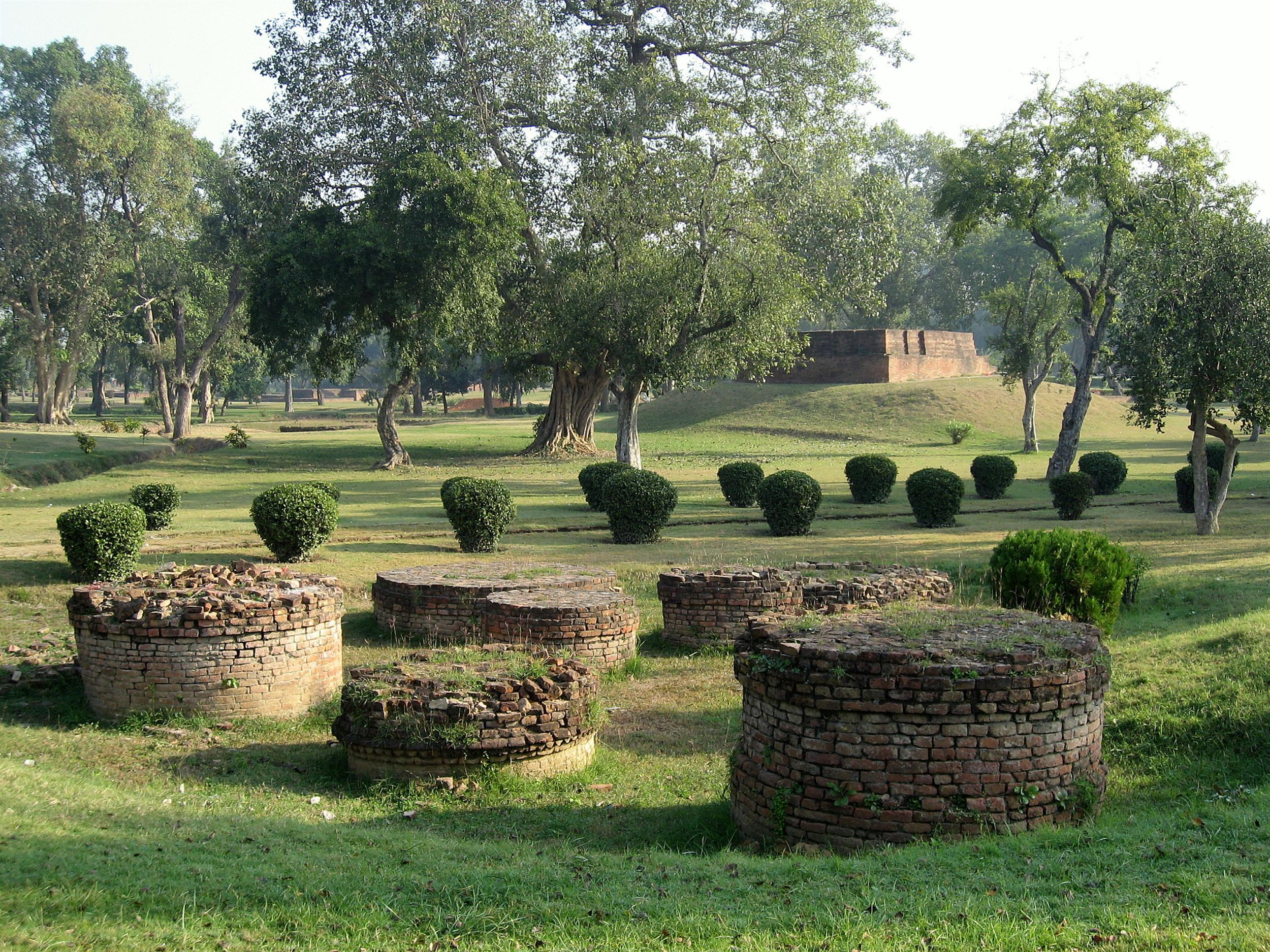
祇園精舎にある小さなストゥーパ (2006年11月)。
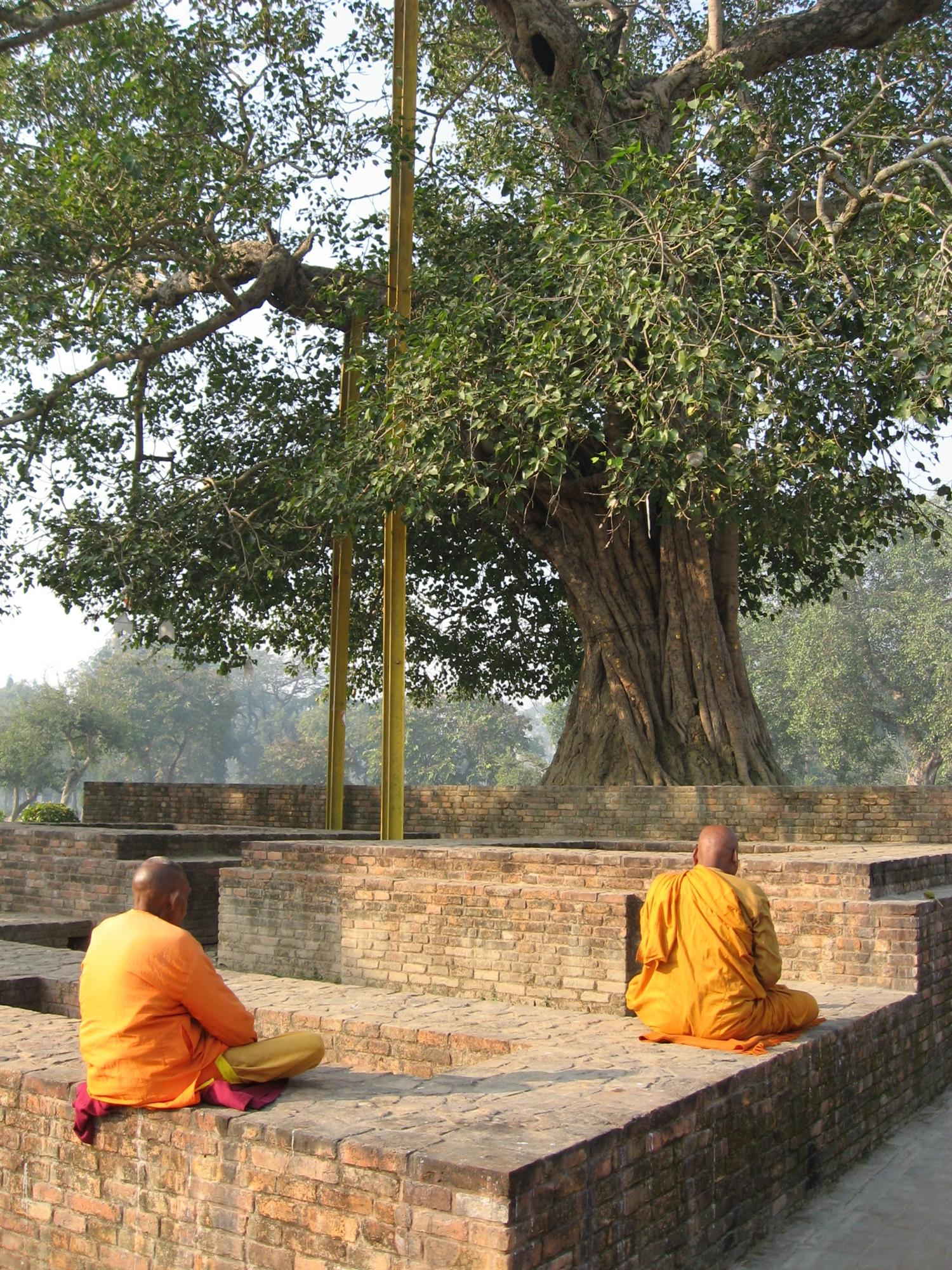
阿難菩提樹の下で瞑想する僧 (2006年11月)。
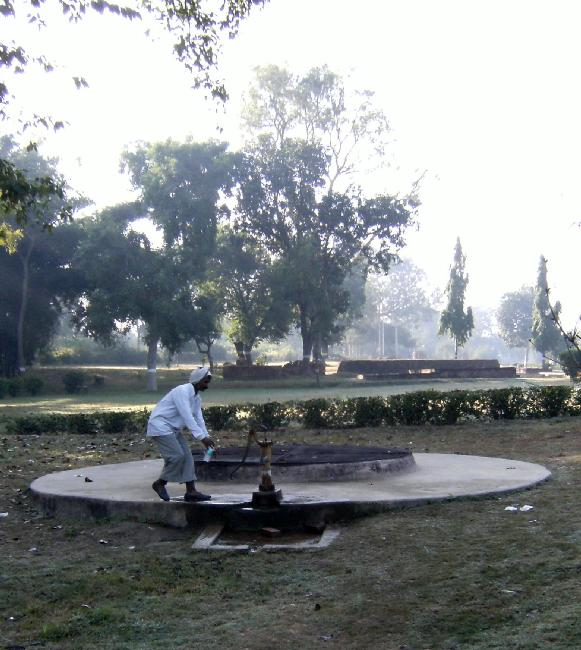
井戸 (2009年)。